# Vitgeir sejdman
Vitgeir sejdman (Vitgeirr seiðmaðr) var en skald och trollkarl från Hordaland i Norge på Harald Hårfagers tid. I Heimskringla berättas att kung Harald, som avskydde trollkarlar, skickade bud till Vitgeir och bad honom upphöra med sin sejd. Vitgeir fann det ogint av kungen att missunna fattigt folk att förbättra sina livsvillkor med lite trolldom när kungens egen son Ragnvald "likben" (Rögnvaldr réttilbeini) var en av de största sejdmännen i landet. Detta svar gav Vitgeir i följande strof på fornyrdislag:
| Þat's vó lítil, at vér síðim, karla börn ok kerlinga, es Rögnvaldr síðr réttilbeini, hróðmögr Haralds, á Haðalandi. | Det är föga under, att vi sejda, barn av fattiga gubbar och gummor, då Ragnvald själv far med trolldom, kung Haralds son, på Hadeland. |  |

Ragnvald "likben" var kung Haralds fylkeskung på Hadeland. Hans mor var Snöfrid Svåsesdotter; den kvinna som en gång förtrollat Harald och var orsak till hans djupa hat mot sejd. När Harald fick veta att även Ragnvald sysslade med trolldom, ledde detta till att sonen Erik blodyx med kungens medgivande överföll sin bror och brände honom inne tillsammans med åttio sejdmän. "Det dådet blev mycket prisat", skriver Snorre Sturlasson. Omdömet speglar den kristna syn på trolldom som var rådande på 1200-talet när berättelsen nedtecknades. I den mån händelsen har en historisk kärna kan den tidfästas till 900-talets början.